# Norma (constelação)
Norma (Nor), o Esquadro, é uma constelação do hemisfério celestial sul. O genitivo, usado para formar nomes de estrelas, é Normae. Norma é uma constelação criada por Nicolas Louis de Lacaille e representa um instrumento científico, "o nível". Seu nome original era "Norma et Regula " (o nível e a praça).
Desde o tempo de Lacaille, a constelação de Norma foi redistribuída e foi deixada com menos estrelas de Bayer.

## História
Norma foi apresentada em 1751 por Nicolas Louis de Lacaille com o nome francês l’Equerre et la Regle, "o esquadro e a régua", depois de observar e catalogar 10.000 estrelas do sul durante uma estadia de dois anos no Cabo da Boa Esperança. Ele criou 14 novas constelações em regiões não catalogadas do hemisfério celestial sul e invisíveis para a Europa. Laicalle apresentou as constelações de Norma, Circinus e Triangulum Australe, respectivamente, como um conjunto de esquadro, régua, compasso e um nível, instrumentos de um desenhista, em seu mapa de estrelas do sul de 1756. O nível estava pendurado pelo vértice do triângulo, levando alguns astrônomos a concluir que ele estava renomeando l’Equerre et la Regle para le Niveau, "o nível". O nome da constelação foi então encurtado e latinizado pelo próprio Laicalle para Norma em 1763.

## Estrelas principais
Epsilom Normae - é uma estrela binária (dupla) fixa com magnitudes 4.8 e 7.5; separação aparente 22.8"(segundos). cada uma das duas possui uma companheira espectroscópica, sendo portanto um sistema quádruplo.
Iota1 Normae - é uma estrela múltipla. AB é uma binária rápida com uma órbita de 26.9 anos. Magnitudes respectivas 5.6 e 5.8; separação 0.5". O componente C tem magnitude 8, separação 10.8".
Mu Normae - é uma estrela variável tipo alfa Cygni e oscila sua magnitude aparente de 4.87 a 4.98.
R Normae - é uma variável tipo Mira e flutua de 6.5 a 13.9, com um período de 507.5 dias.
S Normae - é uma vatiável cefeida famosa, com um alcance de 6.1 a 6.8 magnitude, com período de 9.75 dias. Encontra-se no aglomerado NGC 6087.

## Objetos do céu profundo
NGC 6067 - é um aglomerado aberto de cerca de cem estrelas de décima magnitude.
NGC 6087 - é outro aglomerado aberto, distante 3500 anos-luz, incluiu quarenta ou mais estrelas, variando de 7 a 10 magnitudes. Inclui a cefeida S Normae.
Shapley 1 - é uma nebulosa planetária, bastante luminosa e perfeitamente circular com uma estrela de magnitude 13 no centro.
As constelações vizinhas são Scorpius, Lupus, Circinus, Triangulum Australe e Ara.